# صلو (روستا)
اسلاف (به عربی: الأسلاف)، روستایی است در دهستان اتام از توابع استان
ذَمار در کشور یمن در شبه جزیره عربستان.

## جمعیت
جمعیت آن (۹۰) نفر (۹ خانوار) می‌باشد.